# Arroyo Magasquilla
El Magasquilla es un curso de agua del interior de la península ibérica, afluente del Magasca. Discurre por la provincia española de Cáceres.

## Descripción
El río nace en el partido judicial de Trujillo, en los alrededores del municipio cacereño de Ibahernando. Tras pasar cerca de esta localidad y haber cogido dirección norte, termina cediendo sus aguas al río Magasca. Pertenece a la cuenca hidrográfica del Tajo. Aparece descrito en el decimoprimer volumen del Diccionario geográfico-estadístico-histórico de España y sus posesiones de Ultramar de Pascual Madoz de la siguiente manera:

MAGASQUILLA: arroyo en la prov. de Cáceres, part. jud. de Trujillo: nace en el sitio que llaman Cañada de la Atalaya, 1/2 leg. al E. de Ibahernando; pasa cerca de este pueblo, cuyas aguas aumentan su curso al O. por espacio de otra 1/2 leg.; toma en seguida direccion al N. y continúa en la misma hasta la deh. Covacha en la cual se junta con Magasca: corre 3 leg. desde su nacimiento, baña una parte del térm. de Ibahernando, y despues hace su corriente por deh. de dominio particular: es de muy pequeño caudal, que en nada se aprovecha; pierde del todo su corriente aun en el invierno; pero se desborda en las crecidas y detiene á los viajeros: no tiene puente alguno útil; solo en la deh. nominada Sierrezuela hay restos de uno de piedra, del que se conserva un arco en estado ruinoso.
Madoz, 1848, p. 17)